# Wohnhaus Alter Kiefernweg 5
Das Wohnhaus Alter Kiefernweg 5 im Oranienburger Ortsteil Lehnitz ist zusammen mit der Gartenanlage ein Kulturdenkmal. Es diente dem Schriftsteller und Arzt Friedrich Wolf fünf Jahre lang, bis zu seinem Tod 1953, als Wohnhaus mit Arbeitsmöglichkeiten und zugleich als Rückzugsort. Seit 1992 ist das Haus Sitz der Friedrich-Wolf-Gesellschaft.

## Geschichte
Friedrich Wolf erhielt kurz nach dem Ende des Zweiten Weltkriegs im Norden von Lehnitz in der Waldsiedlung eines der um 1940 vom Architekten Klaus Heese für Angehörige der Deutschen Luftwaffe errichteten Wohnhäuser und zog im Jahr 1948 mit seiner Frau dort ein. Er arbeitete hier an seinen letzten Veröffentlichungen, praktizierte zugleich auch als Arzt für Naturheilkunde.
Nach seinem Tod 1953 richtete seine Frau, Else Wolf, im Haus das Friedrich-Wolf-Archiv ein, das sie später der Akademie der Künste der DDR übertrug.
Die DDR-Akademie hat das Wohnhaus nach der Wende der West-Berliner Akademie der Künste zur kostenfreien Nutzung übergeben, die am 20. März 1992 die Friedrich-Wolf-Gesellschaft gründete und ihren Sitz im ehemaligen Wohnhaus einrichtete. Im Statut der Gesellschaft wurde festgelegt: „Die Friedrich-Wolf-Plakette am Haus und die Friedrich-Wolf-Büste im Garten sollen dabei erhalten bleiben. Die zum Friedrich-Wolf-Archiv gehörenden Bücher und Gegenstände werden laut Gesetzentwurf der Stiftung Archiv der Akademie der Künste überlassen“.
Ende der 2010er Jahre zeigte sich, dass der Fortbestand der Einrichtung gefährdet ist, weil sie bis 2019 keinerlei Förderung vom Staat oder vom Bundesland Brandenburg erhalten hat.

## Beschreibung
Das eingeschossige Gebäude mit rund 100 m² Nutzfläche ist ein Holzbau aus den 1940er Jahren. Neben der Küche, den Wohn- und Sanitärräumen enthält es ein Bibliothekszimmer und das Arbeitszimmer des Dichters. Bibliothek und Arbeitsraum sind im Zustand von 1953 erhalten und können besichtigt werden. Die museale Ausstellung im Haus ist dem Gedenken an das literarische Werk Friedrich Wolfs und zugleich der Erinnerung an sein naturärztliches Wirken gewidmet.

## Sonstiges
In Lehnitz tragen eine Straße, ein Kulturhaus, eine Grundschule und eine Apotheke den Namen von Friedrich Wolf und erinnern damit an das Wirken des Dichters und Mediziners hier. Das Kulturhaus war ein Neubau in der Nähe des Wohnhauses der Familie Wolf, das am 12. Oktober 1963 eröffnet werden konnte.